# Genipa americana
Genipa americana är en måreväxtart som beskrevs av Carl von Linné. Genipa americana ingår i släktet Genipa och familjen måreväxter. Inga underarter finns listade i Catalogue of Life.